# Giovanni Battista Alton
Giovanni Battista Alton o, in lingua ladina Jan Batista Alton e in tedesco Johann Baptist Alton (Colfosco, 21 novembre 1845 – Rovereto, 3 aprile 1900) è stato uno scrittore austro-ungarico.

## Biografia
Dopo gli studi a Bressanone e a Trento, si laureò in filosofia a Innsbruck  nel 1870. Si dedicò all'insegnamento del latino nei ginnasi di Trento, Praga, Vienna e Rovereto. Al tempo le queste città facevano parte dell'Impero austro-ungarico.
Scrisse dei testi, in lingua tedesca, sulle parlate neolatine delle valli dolomitiche per pubblicare poi, in italiano e ladino alcuni saggi che raccoglievano anche poesie, proverbi, racconti in lingua ladina: Proverbi, tradizioni ed aneddoti delle valli ladine orientali con versione italiana (Innsbruck 1881); Rimes ladines in pért con traduzion taliana (Innsbruck 1885); Stòries e chiánties ladines con vocabolario ladin-talian metudes in rima (Innsbruck 1895). Si occupò anche delle altre lingue romanze, in particolare dell'antico francese.
Nei suoi studi, oltre i quattro idiomi del Sella (badioto, gardenese, Fiemme e Fodom), ricomprese anche l'ampezzano.
Divenne poi, dal 25 novembre 1899, rettore dell'Imperial Regio Ginnasio di Rovereto. Venne ucciso pochi mesi dopo nella sua casa di Rovereto, assieme alla nipote Maria, da Florian Großrubatscher.

## Opere
- Li romans de Claris et Laris